# Guillermo García Frías
Guillermo García Frías (* 10. Februar 1928 in El Plátano, Municipio Pilón, Provinz Oriente (heute Granma)) ist ein kubanischer Revolutionskommandant. Er war ein Mitglied der Kubanischen Rebellenarmee und gehört zu engen Vertrauten von Fidel Castro und ist ein Mitglied des Staatsrates von Kuba.

## Leben und Werk
García Frías wurde 1928 als Sohn einer armen, bäuerlichen Familie in der Region der Sierra Maestra geboren. Er gehörte zu den Revolutionären, die aus dieser Region den Guerillakampf gegen den damaligen kubanischen Staatspräsidenten Fulgencio Batista führten. Als Einheimischer besaß García Frías ein hervorragendes Wissen über die geografischen Gegebenheiten der Sierra Maestra. García Frías fungierte ähnlich wie Celia Sánchez als Ansprechpartner der örtlichen Bauern.
Nach dem Sieg der Revolution im Januar 1959 wurde García Frías von Fidel Castro der Rang eines Kommandanten der Revolutionären Streitkräfte verliehen. Seit 1976 trägt er den Ehrentitel „Comandante de la Revolución“, der außer ihm nur den Guerillaveteranen Juan Almeida und Ramiro Valdés verliehen wurde.
In der sozialistischen Republik Kuba bekleidete García Frías verschiedene Regierungsämter. Als Mitglied der Kommunistischen Partei Kubas war er zuständig für die Reformierung der kubanischen Streitkräfte. Er war Vizepräsident des Staatsrates von Kuba und Verkehrsminister. Aktuell ist García Frías noch immer ein Mitglied des Staatsrates von Kuba und Sekretär für umweltpolitische Fragen.

## Referenzen
- Granma: Revolutionskommandant Guillermo García Frías stellt das Buch von Fidel Castro vor
- Vorstellung von drei Revolutionskommandanten (in spanischer Sprache)
- Alberto Méndez Castelló: Los cotos de caza de Guillermo García Frías in: Diario de Cuba vom 21. November 2010, abgerufen am 2. April 2012 (spanisch)

| Personendaten    | Personendaten                    |
| ---------------- | -------------------------------- |
| NAME             | García Frías, Guillermo          |
| KURZBESCHREIBUNG | kubanischer Revolutionär         |
| GEBURTSDATUM     | 10. Februar 1928                 |
| GEBURTSORT       | El Plátano, Pilón, Oriente, Kuba |